# محمية بريطانية
كانت الاحتياطيات البريطانية محميات تحت سلطة الحكومة البريطانية. العديد من المناطق التي أصبحت محميات بريطانية كان لديها بالفعل حكام محليون تفاوضوا مع التاج من خلال معاهدة ، مع الاعتراف بوضعهم مع توفير الحماية في نفس الوقت. لذلك كانت المحميات البريطانية يحكمها حكم غير مباشر. في معظم الحالات ، لم يكن الحاكم المحلي ، وكذلك رعايا الحاكم ، من الرعايا البريطانيين. مثّلت دول الحماية البريطانية شكلاً أكثر مرونة من السيادة البريطانية ، حيث يحتفظ الحكام المحليون بالسيطرة النهائية على الشؤون الداخلية للدول ويمارس البريطانيون السيطرة على الشؤون الدفاعية والخارجية.

علم الإمبراطورية البريطانية

## قائمة المحميات البريطانية السابقة

### الأمريكتان
- بربادوس (1627–1652)
- ساحل البعوض (1665–1860)

### العالم العربي
- محمية عدن (1872–1963)
  - دول المحميات الشرقية:
    -  السلطنة الكثيرية
    -  سلطنة المهرة
    -  السلطنة القعيطية
    -  سلطنة يافع العليا (تتكون من خمس مشيخات: مشيخة البعسي، مشيخة الضبي، مشيخة المفلحي، مشيخة الموسطة، مشيخة حضرمي)
    -  مشيخة الحوراء
    -  مشيخة العرقة

  - دول المحمية الغربية:
    -  سلطنة الواحدي في بالحاف
    -  إمارة بيحان
    -  إمارة الضالع ومشيخة القطيبي
    -  سلطنة الفضلي
    -  سلطنة لحج
    -  سلطنة يافع السفلى
    -  سلطنة العوذلي
    -  سلطنة الحواشب
    -  مشيخة العوالق العليا
    -  سلطنة العوالق العليا
    -  سلطنة العوالق السفلى
    -  مشيخة العلوي
    -  مشيخة العقربي
    -  مشيخة دثينة
    -  مشيخة الشعيب

  -  السلطنة المصرية (1914–1922)
  -  السودان الإنجليزي المصري (1899–1956) (عمارات مع مصر)
  -  المملكة المصرية (1922–1936)
  -  المقيم السياسي البريطاني في الخليج العربي (1822–1971)
    - البحرين (1880–1971)
    -  إمارة الكويت (1899–1961)
    -  قطر (1916–1971)
    -  إمارات الساحل المتصالح (1820–1971)
      - إمارة أبوظبي (1820–1971)
      - إمارة عجمان (1820–1971)
      - إمارة دبي (1835–1971)
      -  إمارة الفجيرة (1952–1971)
      - إمارة أم القيوين (1820–1971)
      - إمارة رأس الخيمة (1820–1971)
      - إمارة الشارقة (1820–1971)
        -  كلباء (1936–1951)

    -  سلطنة مسقط وعمان (1892–1970)(رسمية)
    -  الصومال البريطاني (1884–1960)

### آسيا
- المالديف (1887–1965)
- مملكة سراوق (1888–1946)
- شمال بورنيو (1888–1946)
- بروناي (1888–1984)
- إمارة أفغانستان (1879–1919)
- بوتان (1910–1947)
- التبت (1904–1910; 1912–1921)
- مملكة نيبال (1816–1923)
- اتحاد مالايا (1948–1957)

### أوروبا
- قبرص البريطانية (1871–1914)
- محمية مالطا (1800–1813);  مستعمرة مالطا في عام 1813
- الولايات المتحدة من الجزر الأيونية (1815–1864)

### أفريقيا جنوب الصحراء الكبرى
- بروتسلاند (1900–1964)
- محمية بيتشوانلاند (1885–1966)
- محمية شرق إفريقيا (1895–1920)
- مستعمرة ومحمية غامبيا (1894–1965)
- مستعمرة ومحمية كينيا (1920–1963)
- محمية شمال نيجيريا (1900–1914)
- رودسيا الشمالية (1924–1964)
- ساحل الذهب الإنجليزي (1902–1957)
- الأراضي الشمالية من ساحل الذهب (محمية بريطانية) (1901–1957)
- نياسالاند (1893–1964) ( المحمية البريطانية لوسط أفريقيا حتى عام 1907)
- مستعمرة ومحمية سيراليون (1896–1961)
- محمية نيجيريا الجنوبية (1900–1914)
- محمية سوازيلاند البريطانية (1902–1968)
- محمية أوغندا (1894–1962)
- محمية خليج والفيس البريطانية (1878–1884)
- سلطنة زنجبار (1890–1963)

### أوقيانوسيا
- إقليم بابوا (1883–1975)
- جزر سليمان البريطانية (1893–1978)
- اتحاد جزر كوك البريطانية (1888–1901)
- جزر جيلبرت وإيليس البريطانية (1892–1916)
- نييوي (1900–1901)
- توكيلاو (1877–1916)
- تونغا (1900–1970)